# Nellie H. Friedrichs

Die sechsjährige Nellie Bruell mit ihrer Mutter 1914

Nellie Hortense Friedrichs, geb. Bruell (geboren 3. September 1908 in Lyon, Frankreich; gestorben 7. November 1994 in New Rochelle, New York) war eine französische Pädagogin jüdischen Glaubens, die sich ab 1952 in ihrer Wahlheimat Braunschweig jahrzehntelang für die deutsch-jüdische Aussöhnung engagierte. Friedrichs war von 1937 bis zu dessen Tod 1983 mit Kurt Friedrichs, einem der bedeutendsten Mathematiker des 20. Jahrhunderts, verheiratet. Ihre Tante mütterlicherseits war die bildende Künstlerin Dora Herxheimer.

## Leben
Nellie Hortense Bruell wurde als einziges Kind der Eheleute Emil(e) Bruell (1870 in Lichtenfels – 1944) und Ella, geb. Herxheimer, geboren. Ihre Eltern hatten 1907 in Dresden geheiratet und waren nach Lyon gezogen, wo ihr Vater Direktor einer Exportfirma für Seide war. 1912 ließen sich ihre Eltern scheiden. Der Vater blieb bis zu seinem Tod in Lyon. Er hatte in zweiter Ehe eine Französin geheiratet. Mutter und Tochter zogen nach Braunschweig, weil dort Auguste Herxheimer, die Großmutter mütterlicherseits wohnte.

### Familie
Mütterlicherseits stammte Nellie H. Bruell von einer bekannten Familie ab: Ihr Urgroßvater Salomon Herxheimer war über 50 Jahre lang Landesrabbiner des Fürstentums Anhalt-Bernburg gewesen. Er hatte den Sohn Gotthold (1837 in Bernburg – 1897 Braunschweig), der nach England ging. Er heiratete Auguste Jaffé (1853 in Hamburg – 1937 in Braunschweig), Tochter eines wohlhabenden jüdischen Leinenhändlers aus Hamburg. Aus dieser Ehe gingen drei Kinder hervor, die alle in London geboren wurden: Walter (1877–1914 auf dem Sankt-Lorenz-Strom), Ella Pauline (1882–1978 in New Rochelle) und Dora, verheiratete Heidrich (1884–1963 in Long Island, N.Y. State). 1894 sah sich Gotthold Herxheimer aus gesundheitlichen Gründen veranlasst, wieder nach Deutschland zu ziehen. Die Familie wählte Braunschweig, weil sich dort Gottholds Cousin, der Arzt Alfred Sternthal, niedergelassen hatte.

### Leben in Braunschweig und Flucht in die USA

#### Schulzeit und Studium in Braunschweig

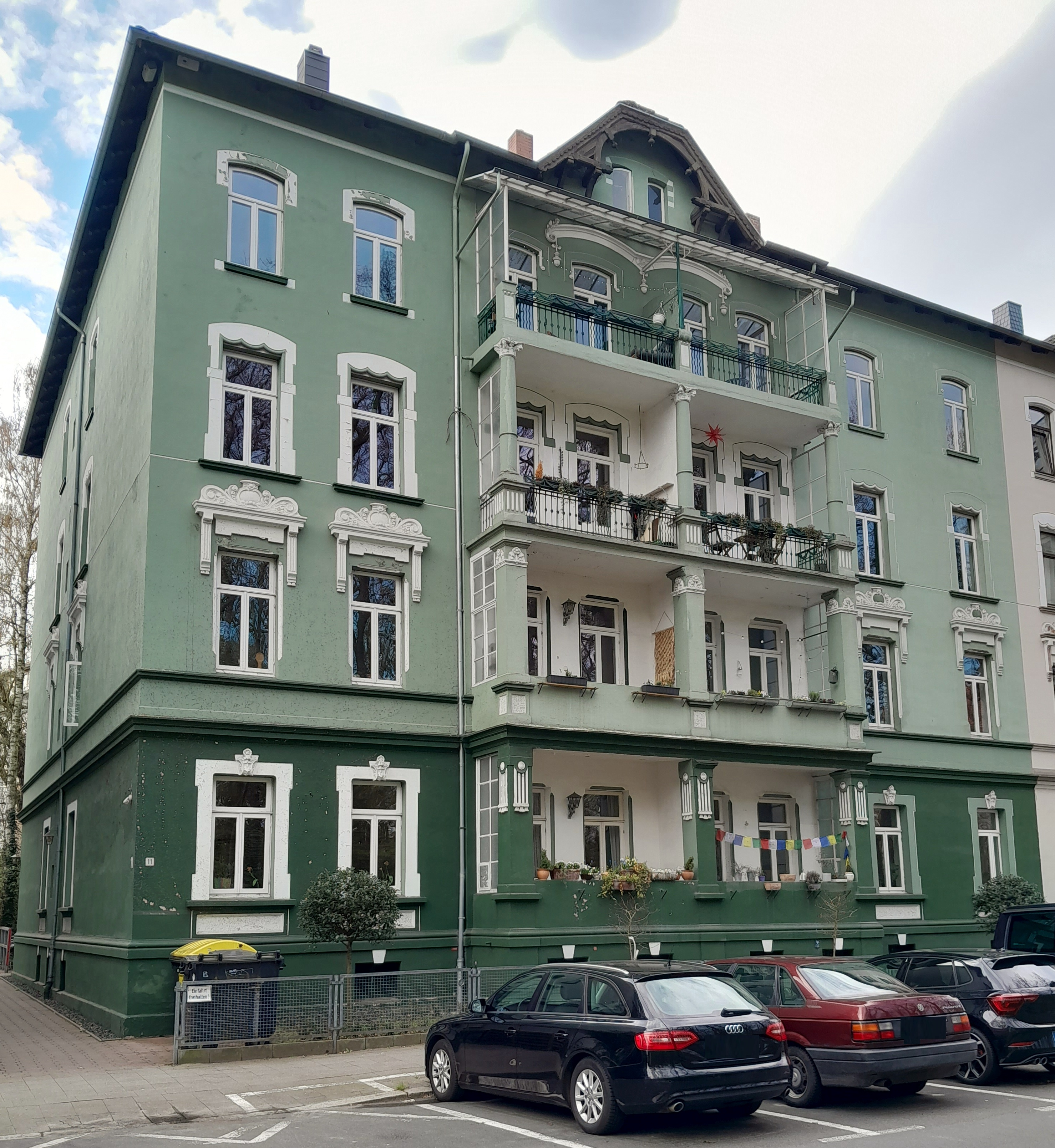
2023: Braunschweig, östliches Ringgebiet: Wilhelm-Bode-Straße 11

Über ihre Zeit in Braunschweig sagte Nellie H. Friedrichs später:

„Von 1912 bis 1937 habe ich in Braunschweig gelebt. Zwar bin ich da nicht geboren, würde aber ohne Zögern diese Stadt als meinen Heimatort bezeichnen, bis der Einbruch des Nationalsozialismus mich zur Auswanderung in meine neue Heimat zwang. Ich habe die entscheidenden und sehr glücklichen Jahre meiner Kindheit und Jugend in Braunschweig genossen. Auch meine gesamte Erziehung habe ich dort erhalten, Schule und Hochschule, und noch heute verbinden mich enge freundschaftliche Beziehungen mit dieser Stadt.“

Nachdem Nellie Bruell 1912, im Alter von knapp vier Jahren, mit ihrer Mutter nach Braunschweig gezogen war, wohnten beide im selben Haus wie ihre Großmutter, Wilhelm-Bode-Straße 11, im östlichen Ringgebiet. Während des Ersten Weltkrieges galten ihre Mutter und sie als „feindliche Ausländer“, da ihre Mutter, durch Geburt britische Staatsangehörige, durch Heirat aber Französin geworden war und sie selbst durch ihre Geburt ebenfalls französische Staatsangehörige war. Ostern 1915 wurde sie in das Lyceum Kleine Burg eingeschult und verließ es im Februar 1928 mit dem Abitur. Zuvor hatten bereits ihre Mutter Ella und ihre Tante Dora die Kleine Burg besucht.
Durch die Hyperinflation 1923 hatte Auguste Herxheimer ihr gesamtes Vermögen verloren, sodass sie zu ihrer Tochter und Enkelin ziehen musste. Ella Bruell erwirtschaftete in dieser Zeit den Lebensunterhalt für sich, ihre Mutter und ihre Tochter mit Klavierstunden und Sprachunterricht.
Im Herbst 1928 immatrikulierte sich Nellie Bruell an der Technischen Hochschule Braunschweig für den neu eingeführten Studiengang Volksschullehrerin. Zu ihren Dozenten gehörten u. a. Adolf Jensen, Wilhelm Paulsen, August Christian Riekel, Willy Moog, Karl Hoppe und Theodor Geiger. Nach im Frühjahr 1932 bestandener Diplomprüfung wurde sie Geigers Assistentin und Doktorandin.
Zu diesem Zeitpunkt waren die Nationalsozialisten in der Weimarer Republik im Allgemeinen und im Freistaat Braunschweig im Besonderen längst eine politische Größe. Zwar war die NSDAP 1923 noch im Freistaat Braunschweig verboten worden, doch schon bei den Wahlen zum Braunschweigischen Landtag am 14. September 1930 gelang es ihr, in die Regierung vorzudringen. Seither wurden die Repressionen gegenüber Juden verschärft und deren Verfolgung intensiviert.

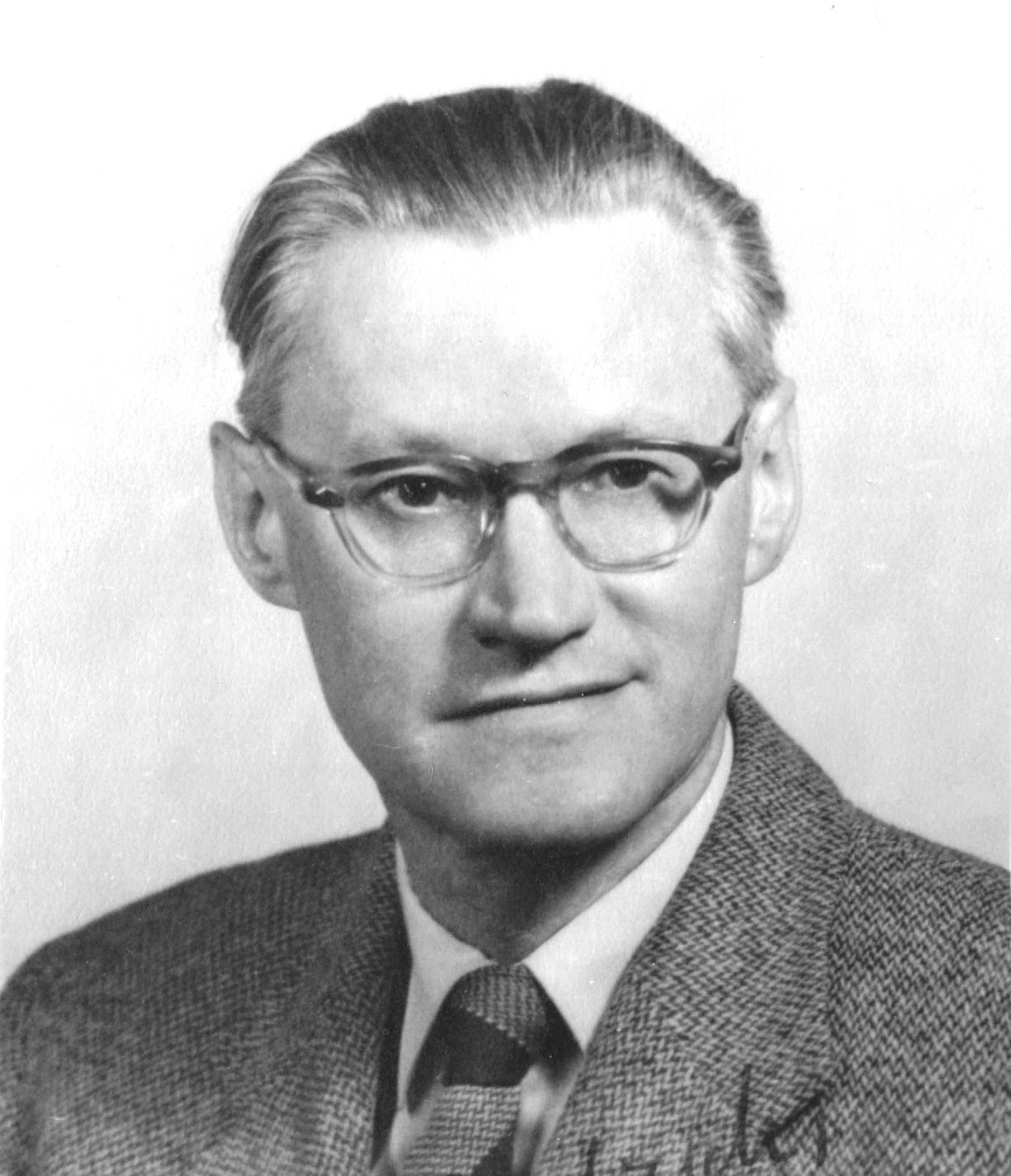
Der Mathematiker Kurt Friedrichs, Ehemann von Nellie H. Bruell.

Anfang Februar 1933 lernte Nellie Bruell den Mathematiker Kurt Friedrichs kennen, der mit 29 Jahren zum ordentlichen Professor der TH Braunschweig ernannt worden war; er war damit der jüngste Professor der TH. Friedrichs war ev.-luth. Christ. Das Paar verlobte sich knapp ein Jahr später.

#### Flucht vor der Verfolgung durch das NS-Regime
Die stetig zunehmenden Repressionen gegenüber Juden hatten u. a. zur Folge, dass regimekritische und jüdische Dozenten Berufsverbot erhielten oder auf andere Weise aus dem öffentlichen Leben gedrängt wurden. Viele verließen Deutschland, darunter auch Theodor Geiger, Bruells Doktorvater, sowie der Mathematiker Richard Courant, Friedrichs’ Doktorvater. Courant war wie viele seiner Kollegen in die USA emigriert.
Kurt Friedrichs’ Eltern hielten zu seiner jüdischen Verlobten. Viele Freunde unterstützen das Paar, dessen Beziehung nach Verabschiedung der Nürnberger Gesetze im September 1935 „illegal“ und damit für beide lebensgefährlich war. Das Paar plante seither die Flucht aus Deutschland. Um ihren christlichen Verlobten nicht zu gefährden, entschlossen sie sich, über getrennte Wege ins Ausland zu fliehen. Sie wollten sich dann in den USA treffen, wo Kurt Friedrichs bereits Kontakte, u. a. zu Courant, aufgenommen hatte.
Im Sommer 1936 wollte Friedrichs erneut in die USA reisen, wofür er als Beamter und im wehrpflichtigen Alter die offizielle Erlaubnis seines Dienstherrn benötigte. Sein Reiseantrag wurde von Reichserziehungsminister Bernhard Rust persönlich abgelehnt, wobei Rust ultimativ eine Kopie einer von Friedrichs an Courant zu schreibenden Absage forderte.
Mit Hilfe von Freunden aus Braunschweig planten die Verlobten ihre Fluchtwege. Als deutsche Jüdin wäre Nellie Bruell der Reisepass vom NS-Regime längst entzogen worden, da sie aber immer noch Französin war, hatte sie ihren Pass noch und konnte ins Ausland reisen. Eine Schwester Friedrichs’ lebte in Paris. Durch eine fingierte Einladung gelang es dem Bruder, nach Frankreich auszureisen. Dort angekommen, sandte er per Postkarte eine abgesprochene Nachricht an seine Verlobte, die umgehend nach Frankreich ausreiste. Währenddessen hatte Friedrichs das Land per Schiff Richtung USA verlassen. Als französische Staatsangehörige hatte Bruell keinerlei Probleme, alle für ihre Ausreise in die USA notwendigen Papiere zu erhalten. Am 4. Juni 1937 bestieg sie ein Schiff Richtung USA, wo sie am 11. Juni ankam.
Das Paar heiratete am 11. August 1937 in den USA. Gemeinsam hatten sie fünf Kinder und sieben Enkelkinder.

### Deutsch-jüdische Aussöhnung

3. erweiterte Auflage der Erinnerungen Nellie Friedrichs.

1952 kehrte das Ehepaar Friedrichs zum ersten Mal seit seiner Flucht 1937 nach Braunschweig zurück. Es folgten zahlreiche weitere Besuche, zu denen das Paar auch seine fünf Kinder mitnahm, denn:

„Sie hielten es für wichtig, dass ihre Kinder die Freunde, die ihnen während des Dritten Reiches treu geblieben waren, kennen lernen sollten.“

Während der NS-Zeit und bis zu ihrer Flucht 1937 hatte das Paar immer wieder Unterstützung durch Freunde erhalten. Nellie Friedrichs beschrieb dies in ihren Erinnerungen wie folgt:

„Dies [das Angebot eines Verstecks durch eine Schulfreundin] übrigens und ähnliche Beweise überwältigender Freundschaft erklären am besten, warum wir relativ kurz nach dem Ende des Krieges nicht nur bereit, sondern begierig waren, Deutschland zu besuchen, um diese und andere Freunde wiederzusehen.“

Ihr Leben in Braunschweig beschrieb Friedrichs in ihren Erinnerungen aus meinem Leben in Braunschweig 1912–1937, die in erster Auflage 1980 erschienen und weltweit Beachtung fanden. 1979 hatte Christopher R. Friedrichs, der älteste Sohn des Paares, die niedergeschriebenen Erinnerungen seiner Mutter an das Stadtarchiv Braunschweig übergeben. 1980 wurden sie in der Reihe „Kleine Schriften“ des Stadtarchivs anlässlich der Verleihung der Ehrendoktorwürde der Technischen Universität Braunschweig an Kurt Friedrichs herausgebracht und fanden großen Anklang. Die zweite Auflage folgte 1988 und die dritte, erweiterte 1998, anlässlich ihres 90. Geburtstages. Nellie H. Friedrichs war am 7. November 1994 im Alter von 86 Jahren in New Rochelle, im Bundesstaat New York gestorben.

## Ehrungen
Für ihre Verdienste um die deutsch-jüdische Aussöhnung wurde Nellie H. Friedrichs am 8. Dezember 1989 vom damaligen Braunschweiger Oberbürgermeister Gerhard Glogowski die Bürgermedaille der Stadt Braunschweig verliehen. Im Braunschweiger Stadtteil Broitzem wurde die Nellie-Friedrichs-Straße nach ihr benannt.